# ژو شییینگ
ژو شییینگ (انگلیسی: Zhou Shouying؛ زادهٔ ۱۱ سپتامبر ۱۹۶۹) قایقران روئینگ اهل چین است.